# Hans-Jörg Butt
Hans-Jörg Butt (Oldenburg, 28. svibnja 1974.), njemački je umirovljeni nogometni vratar.
Poznat po izvođenju jedanaesteraca, postigao je 26 pogodaka u Bundesligi.

## Karijera

### Klupska karijera
Butt je karijeru započeo u VfB Oldenburg, nakon kojeg se premjestio u Hamburger SV. Za Hamburg je postigao 16 pogodaka. U Bayer Leverkusen, Butt je otišao 2001. godine bez odštete Hamburgu. Za Leverkusen je zabio i u Ligi prvaka, protiv Juventusa. Tijekom 2006./07. sezone, zamijenjen je s mladim René Adlerom, pa Butt nije produžio ugovor s klubom.
U srpnju 2007., potpisao je dvogodišnji ugovor s portugalskim divom Benficom. Iako je imao dosta dobrih nastupa u klubu, ipak je bio pričuvni vratar zbog reprezentativca Quima. 
4. lipnja 2008., Butt se vratio u Njemačku i potpisao dvogodišnji ugovor s Bayern Münchenom, jer je Oliver Kahn bio na zalasku karijere. Za Bayern je debitirao u utakmici Lige prvaka protiv Sportinga. Odigrao je i nekoliko utakmica nakon poraza od Wolfsburga u Bundesligi 2008./09. Imao je nekoliko impresivnih nastupa, a nakon Rensingove ozljede, Butt je i do kraja sezone igrao u prvoj momčadi. Sezone 2009./10., nakon lošeg početka sezone Bayerna, Butt je vraćen u prvu momčad, koja je nakon toga deklasirala Wolfsburg (3:0) i Borussiju Dortmund (5:1).

### Reprezentacija
Butt je na EP-u 2000. i SP-u 2002. bio treći vratar njemačke reprezentacije, iza Olivera Kahna i Jensa Lehmanna. Cijelo Europsko i Svjetsko prvenstvo, Butt je proveo na klupi. Tri nastupa za reprezentaciju, Butt je dobio u prijateljskim utakmicama, a debitirao je 7. lipnja 2000. protiv Lihtenštajna.

## Privatni život
Butt je oženjen Katjom, s kojom ima jednu kćer i sina.

## Nagrade i uspjesi
Klupski uspjesi
- UEFA Liga prvaka: Doprvak 2001./02.
- Bundesliga: Doprvak 2001./02.
- Njemački kup: Doprvak 2002.

Reprezentativni uspjesi
- Svjetsko prvenstvo u nogometu: Doprvak 2002.

## Vanjske poveznice
|  | Zajednički poslužitelj ima još gradiva o temi Hans Jörg Butt |

- Profil na FCB.de (engl.)
- Statistika na Fussballdaten.de (njem.)
- Leverkusen - "who's who" - Butt (njem.)
- Statistika na FootballDatabase.com (engl.)